# Henri-Alexandre Tessier
Pour les articles homonymes, voir Tessier.
Henri-Alexandre Tessier, né à Angerville le 16 octobre 1741 et mort à Paris le 11 décembre 1837, est un médecin et agronome français.

## Biographie
Fils d’un notaire d’Étampes, qui, père de dix enfants et dépourvu de fortune, ne peut leur donner une haute éducation, Tessier reçoit d’abord de son père les premiers éléments de l’instruction. Le jeune Tessier est remarqué par Madame Goislard, châtelaine d'Andonville, une localité voisine, actuellement dans le département du Loiret. Elle obtient en sa faveur une bourse d'études attribuée par l'archevêque de Paris. Tessier peut ainsi entrer au collège parisien de Montaigu, dont les élèves sont destinés à l'état ecclésiastique. De ce fait, il prend le petit collet, et on lui donne le titre d'abbé, qui figure en tête de ses ouvrages jusqu'à la Révolution, mais il n'entre jamais dans les ordres.
Ses études sont brillantes. À sa sortie du collège, il se livre à l'étude des sciences naturelles, et surtout à celle de la médecine. Étudiant à la Faculté de médecine de Paris, il a pour condisciple Antoine-Laurent de Jussieu (1748-1836), avec qui il se lie d'une amitié que seule la mort devait rompre. Jussieu, d'une famille de botanistes célèbres, l'introduit dans la communauté scientifique parisienne. Tessier soutient en latin plusieurs thèses de médecine dont l'une sera traduite en anglais, sur l’Influence de la douce égalité de l’âme sur la santé, sur l’importance de l’hygiène. Il est reçu docteur régent (c'est-à-dire professeur) de la Faculté de Médecine de Paris. Lors de la formation de la Société royale de Médecine en 1776, il en devient un des premiers membres.
En 1777, Tessier est envoyé en Sologne par la Société royale de Médecine pour y étudier l'ergot de seigle et l'ergotisme, maladie connue sous le nom de « feu de Saint-Antoine » et très répandue alors dans cette province. Les « Recherches sur le feu Saint-Antoine » qu'il publie, avec Jean-Jacques Paulet et Charles-Jacques Saillant, dans les Mémoires de l’Académie de médecine, à la suite de cette mission, attirent l'attention sur lui et en font un spécialiste de l'ergot de seigle, au sujet duquel il se livre à diverses expériences. De ce fait, il entre à l'Académie des sciences en 1783. Il devient alors également, avec Lavoisier et Fougeroux de Bondaroy, membre de la Société d’Agriculture de Paris. Par l'intermédiaire de Chrétien Guillaume de Lamoignon de Malesherbes, Tessier est mis en relation avec l'entourage royal, ce qui lui vaut d'être nommé directeur de la ferme royale de Rambouillet, où Louis XVI se rend fréquemment. Il s'y livre à diverses expériences, principalement sur les ovins. Il y introduit le mouton mérinos, et œuvre pour sa diffusion dans tout le royaume.
C’est à Rambouillet que Tessier répète ses expériences sur la culture des prairies artificielles et sur toutes les variétés de froments français et étrangers qu’il peut se procurer. Il y fait aussi des essais sur un grand nombre de semences envoyées de la Chine, des îles Canaries et de la Morée. Il rédige alors un ouvrage sur les maladies des grains, dans lequel il fait connaître leur origine, les produits qu’on en obtient par analyse, leurs causes et l’influence qu’elles peuvent avoir sur la santé des hommes et sur celle des bestiaux, enfin le tort qu’elles font au cultivateur, et les meilleurs moyens de s’en préserver. Il fait imprimer à part, en 1785, les résultats des expériences qu’il a faites sous les yeux du roi sur la carie du blé, et prouve, par des essais multipliés, qu’il n’est pas nécessaire de changer la semence des blés nouveaux. Mais le plus important de ses travaux à Rambouillet concerne le beau troupeau de mérinos qui, en 1786, est acheté par Louis XVI à l’Espagne pour 16.000 livres. Déjà les avantages de la naturalisation des mérinos en France étaient pressentis ; déjà Daubenton, appuyé par Trudaine, avait, dans sa propriété de Montbard, élevé des moutons d’Espagne, comparativement avec ceux de Maroc, du Tibet, d’Angleterre, de Flandre, du Roussillon, etc. MM. de la Tour-d’Aigues, Heurtaut-Lamerville et de Barbançois avaient obtenu des produits avantageux de quelques moutons espagnols élevés dans leurs propriétés. Mais ces résultats restaient inconnus des agriculteurs, et ne pouvaient se propager parmi eux, faute d’un nombre suffisant de mérinos de pure race, dont la sortie était sévèrement prohibée en Espagne. Le comte d’Angiviller et Tessier assurent le succès de l’entreprise.
L’introduction des mérinos et le perfectionnement des laines tiennent sans doute une place importante dans la vie scientifique de Tessier, mais ces occupations ne l’empêchent pas d’exécuter encore un grand nombre de travaux. Ainsi, en médecine humaine et vétérinaire, il étudie le traitement de la clavelée, la topographie médicale de la Sologne, il observe diverses maladies épidémiques. En physique végétale, il rédige des notices sur la force de végétation de quelques plantes, sur les maladies des grains et l’influence qu’elle peut avoir sur la santé des hommes et sur celle des bestiaux. En économie rurale, il donne des mémoires sur l’importation des girofliers des Moluques à l’isle de France et à la Guyane, sur la culture du coton, sur celle du cyprès chauve de Louisiane dans la tourbe et dans les marais. En outre, ce sont des observations sur l’établissement de Fellenberg, à Hofwyl, qu’il a visité sur l’invitation du ministre de l’Intérieur.
Tessier publie aussi des mémoires sur l’influence que pourraient exercer, sur les progrès de l’agriculture, la protection du gouvernement et le séjour prolongé des propriétaires dans les campagnes. Cependant, la Révolution l’oblige à s’éloigner de Rambouillet, où le souvenir des bontés et de l’estime de Louis XVI aurait suffi pour le perdre. Il se rend à Fécamp comme médecin de l’hôpital militaire, ville dans laquelle il rencontre Georges Cuvier, biologiste, promoteur de l’anatomie comparée et de la paléontologie (1769-1832).
En quittant Rambouillet, Tessier a emporté la douloureuse pensée que la ferme serait détruite ; heureusement il n’en fut pas ainsi. En effet, un bureau d’agriculture est créé par la Convention, et Cels, Gilbert, Huzard, Parmentier, Vilmorin, Tessier en font partie, les établissements agricoles sont sauvés et soumis à la direction de ce bureau. Tessier est alors nommé inspecteur général des bergeries nationales. Il publie, depuis cette époque, des mémoires sur l’utilité dont les arts et les sciences peuvent être à l’économie rurale, sur l’abus des défrichements, sur les avantages qu’on a retirés des communications fréquentes des agronomes entre eux ; des instructions sur la culture de la betterave et du pavot, sur la durée de la gestation dans les femelles des animaux domestiques.
En 1791, il fonde, à l’usage des habitants des campagnes, le Journal d’agriculture ; imprimé à l’institution des Sourds-Muets par les élèves de cette école. En 1798, il commence la publication des Annales de l’agriculture françoise, qui, interrompue momentanément, est reprise 3 ans plus tard et continuée avec le concours de MM. Bosc et Huzard fils. Tessier, pendant 50 ans, est l’un des rédacteurs du Journal des Savants ; il contribue aussi à la partie rurale de l’Encyclopédie méthodique, au Dictionnaire d’agriculture de l’abbé Rozier, et à celui qui a été publié depuis par Déterville, mais encore au Manuel des maires, à la collection de mémoires de la Société d’agriculture et de ceux de l’Académie des sciences, dont il est membre pendant 55 ans, depuis 1795. Les Mémoires de la Société de médecine contiennent de nombreux articles rédigés par lui, et il a fourni d’utiles observations au conseil supérieur d’agriculture, dont il faisait partie, et au Bulletin de la Société d’encouragement pour l’industrie nationale, dont il a été un des fondateurs. Il a également travaillé à la rédaction du Code rural, et a fourni de précieuses notes à la nouvelle édition d’Olivier de Serres (1804-1805).
Un grand nombre de Sociétés départementales d’agriculture et d’industrie ont inscrit son nom parmi leurs associés honoraires ; des Sociétés savantes étrangères ont imité cet exemple, et, parmi les diplômes de ce genre conservés dans ses cartons, on remarque ceux de Genève, de Turin, de Toscane, de Trèves et de Moscou.
Tessier, après les voyages qu’il avait faits pour assurer le succès des troupeaux mérinos que le gouvernement avait voulu placer sur différents points pour en faciliter la propagation, a acheté en Brie une propriété alors mal cultivée, et dans laquelle il a transporté son beau troupeau, qui devient la première cause de sa fortune. Il y donne l’exemple de la culture des prairies artificielles et d’un assolement bien entendu et approprié à la qualité des terres. Il fait de nombreuses plantations et engage les propriétaires de cette contrée à l’imiter. Ce domaine rural, qu’il fait valoir pendant 20 ans, a plus que doublé de valeur par ses soins.
De plus, les communications pour porter les denrées de Bazoches (Seine-et-Marne) au marché étant difficiles, il consacre une somme très forte à la construction d’une route. Nommé maire de la commune, place qu’il conserve jusqu’à sa mort, il œuvre beaucoup pour son pays, contribue à la fondation d’une maison d’éducation pour les jeunes filles du village, consacre à cet établissement une rente perpétuelle avec la jouissance d’une maison et d’un jardin, et donne enfin un presbytère au curé. Tessier a conservé, dans l’âge le plus avancé, le souvenir de la littérature classique. Il en fait de fréquentes citations et se plaît à répéter les plus beaux passages des poètes latins et français, notamment des odes d’Horace et des fables de La Fontaine.
À 92 ans, et sur l’invitation du préfet de Seine-et-Marne, il rédige une instruction sur les moyens d’éviter la propagation du blé noir (ou carie du blé, Tilletia caries), qui, cette année, est généralement répandu dans les récoltes. Cette instruction est publiée dans les actes administratifs du département. Il donne par ailleurs un avis négatif sur le mémoire de Bénédict Prévost qui recommande le sulfatage pour lutter contre celui-ci, procédé qui sera largement adopté seulement une quarantaine d'années plus tard.
Jusqu’à ses derniers moments, Tessier s’occupe à compléter son mémoire sur l’introduction des mérinos en France et sur l’influence de leur propagation. Peu de temps avant sa mort, il termine cet ouvrage, dont la Société d’agriculture décide l’impression dans ses mémoires.

### Mariage
Henri Alexandre Tessier épouse à Paris en 1803, à 60 ans, une jeune personne qui en avait seulement 28, Marie-Louise Pulchérie de Monsures (Montonvillers, 13 mars 1774 - Paris, 5 décembre 1851), fille de Léonor Chrétien de Monsures, ancien page de la grande écurie du Roi, capitaine au régiment d'Escars, chevalier de Saint-Louis, et de sa seconde épouse, Urbaine Marie Jeanne Le Normand de Victot. Elle était la soeur de Marie Catherine Madeleine Thérèse de Monsures, mariée avec Bon Henri Pierre Le Viconte de Blangy, député de l'Eure sous la Restauration. Tous deux n'eurent pas d'enfant. Cette union dura 36 ans, jusqu’à sa mort. Décédé à Paris le 11 décembre 1837, il fut inhumé au cimetière de Beton-Bazoches.

## Publications
- Observations sur plusieurs maladies de bestiaux, telles que la maladie rouge et la maladie du sang, qui attaquent les bêtes à laine, et celles que cause aux bêtes à cornes et aux chevaux la construction vicieuse des étables et des écuries ; avec le plan d’une étable, et celui d’une écurie convenable aux chevaux de cavalerie, de fermes, de postes..., Paris : chez la Ve Hérissant et P. Théophile Barrois jeune, et chez Mme Huzard, 1782, in-8°, 200 p. ; l’ouvrage a été traduit en allemand, inséré dans la collection de M. Ludwig
- Traité des maladies des grains, Paris, 1783
- Instruction sur les bêtes à laine, et particulièrement sur la race des mérinos, Paris, [1810] ; 2e éd. augmentée, Paris : Mme Huzard, 1811, in-8°, XVI-382 p.
- Instruction sur la manière de cultiver la betterave, Paris, 1811
- Instructions sur la manière de cultiver la betterave..., Paris : Mme Huzard, 1811, 2 parties en 1 vol. in-8°, 26 p., et Anvers : chez les Orphelins de Vos, 1811, 3 parties en 1 vol. in-8°, 64 p. (texte français suivi de la traduction flamande) ; 2e éd., Paris : Impr. Impériale, 1811, in-8°
- Instruction abrégée sur la culture de la betterave, à l’usage des cultivateurs du département de la Seine [imprimée par ordre de M. le Préfet du département, le comte Frochot], Paris : Impr. de Ballard, 1812, in-8°, 8 p.

Tessier a rédigé la plupart des articles du volume consacré à l'Agriculture dans l'Encyclopédie méthodique, et de nombreux autres dans le Dictionnaire d'agriculture et d'économie rurale (Paris, 1787-1816, 6 volumes). Des dizaines de ses articles ont enrichi des revues telles que le Journal des savants, le Code rural, le Manuel des Maires, le Bulletin de la Société d'encouragement, le Bulletin de la Société de la Faculté de médecine, les Mémoires de la Société royale d'agriculture et surtout les Annales de l'agriculture françoise.
- Journal d’agriculture, à l’usage des habitans de la campagne, Paris : Impr. de l’institution des sourds et muets, du 1er avril 1791 au 15 mars 1792, in-8°, 410 p.
- Annales de l’Agriculture Françoise, contenant des Observations et des Mémoires sur l’agriculture en général ; sur la culture de la carotte, du turneps, du maïs, du lin, de la soude, etc. ; sur les plantations, la culture des arbres et le dépérissement des bois en France ; sur les platanes, les érables, le pommier, la fabrication du cidre ; sur les bêtes à laine superfine, l’amélioration des laines, les buffles, les ânes, les chevaux, les chèvres, les cochons, les lapins, etc. ; sur la destruction des insectes nuisibles, les épizooties, la clavelée ; sur les grandes et petites fermes, les engrais, les rapports des finances avec l’agriculture ; enfin, ce qu’il fait faire chaque mois dans les jardins utiles ; par une Société d’Agriculteurs ; rédigées par le C. Tessier, de l’Institut national, de la Société de médecine, de celle d’Agriculture du département de la Seine, etc., Paris : M. R. Huzard (‘librairie vétérinaire de la citoyenne…’, en l’an VI, ‘imprimeur de la Société d’Agriculture du Département de la Seine’, en l’an IX), 1798, 1801-1864

## Sources et bibliographie
- Louis-Gabriel Michaud, Biographie universelle ancienne et moderne. Supplément, Paris, 1853 ; Supplément, 1855, tome LXXXIII, p. 425-429
- M. le baron de Silvestre, « Notice biographique lue le 13 décembre 1837, au nom de l’Académie royale des sciences et de la Société royale et centrale d’agriculture, lors de l’inhumation de M. Tessier, chevalier des ordres de Saint-Michel et de la Légion d’Honneur, membre de l’Institut de la Société royale et centrale d’agriculture, etc. », Mémoires de la Société royale et centrale d’agriculture, Paris : Mme Huzard, 1837, p. 145-151
- M. le baron de Silvestre, « Notice biographique sur feu M. Tessier, ancien membre de la Société », Mémoires de la Société royale et centrale d’agriculture, Paris : Mme Huzard, 1839, p. 190-206
- Étienne Pariset, Éloge de Tessier, lu dans la séance publique annuelle de l'Académie royale de Médecine du 17 décembre 1840, Paris : J.-B. Baillière, 1840
- Ernest Menault, Souvenirs de Beauce. Biographie des hommes remarquables d'Angerville : Cassegrain, Blanchet, Tessier,  Paris : A. Aubry, 1859 Texte en ligne
- Christian Poitou, « Une enquête de 1777 sur l'ergot de seigle en Sologne : l'abbé Tessier à La Ferté-Imbault », Bulletin du Groupe de Recherches Archéologiques et Historiques de Sologne, janvier-mars 2004
- Florian Reynaud, Les bêtes à cornes (ou l'élevage bovin) dans la littérature agronomique de 1700 à 1850, Caen, thèse de doctorat en histoire, 2009, annexe 2 (publications) et annexe 22 (biographie) ressources liées